# Pleiades (суперкомп'ютер)
Pleiades  — петафлопсний суперкомп'ютер, встановлений в NASA Advanced Supercomputing (NAS) Дослідницький центр Еймса (NASA Ames), поблизу міста Маунтін-В'ю (Каліфорнія), штат Каліфорнія, США. Суперкомп'ютер підтримується NASA, SGI й Intel.
Станом на листопад 2017 року Pleiades був № 17 в списку найбільш продуктивних суперкомп'ютерів світу TOP500 з результатом в тесті LINPACK в 5,95 петафлопс і піковою продуктивністю 7,1 петафлопса.

## Історія

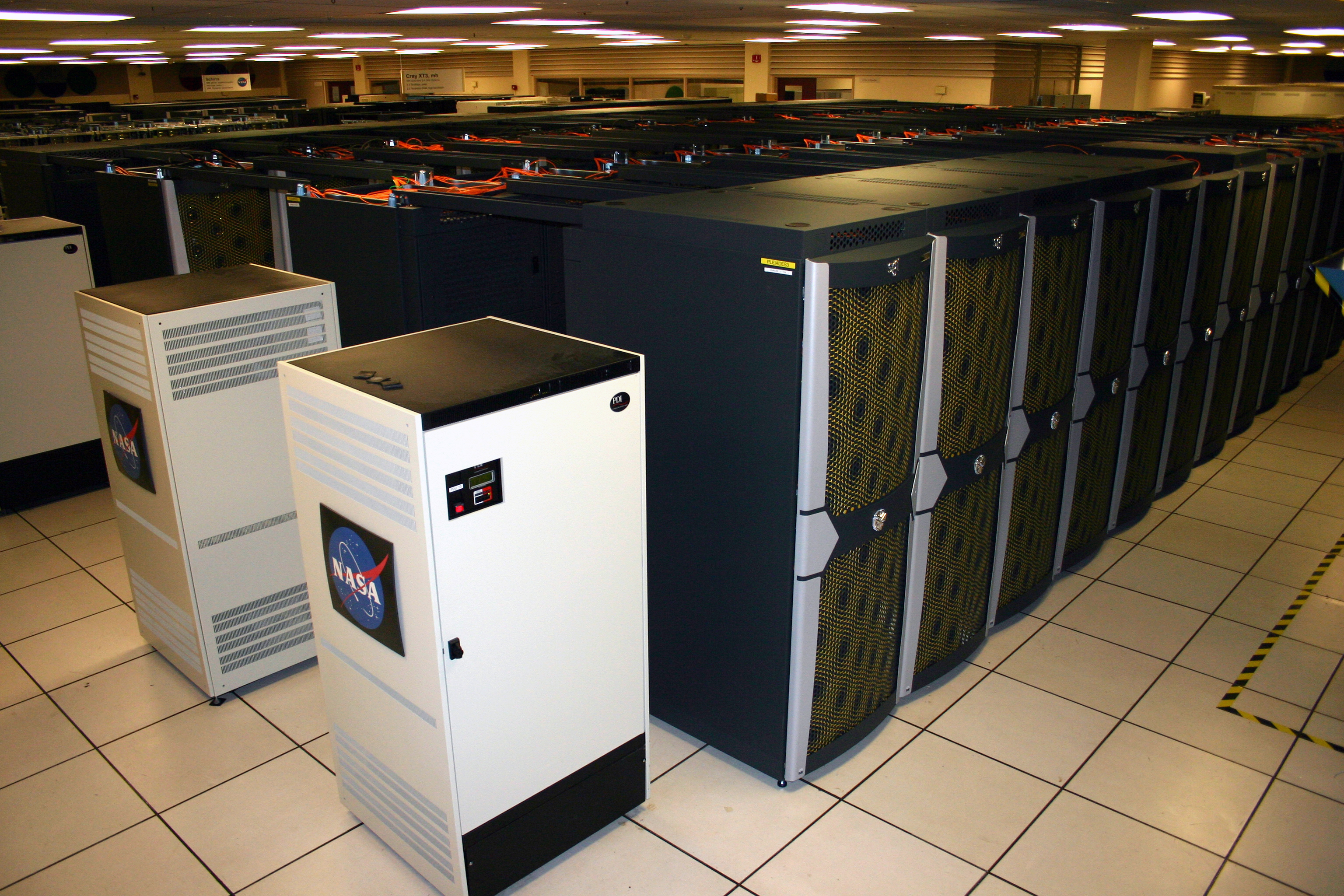
Pleiades в 2008 году, SGI Altix ICE 8200EX.

Спочатку створений у 2008 році й названий на честь зоряного скупчення Плеяди. На момент створення він посів третє місце в рейтингу TOP500 с результатом 487 терафлопс (0,48 петафлопса) в тесті LINPACK. Тоді він складався зі 100 стійок SGI Altix ICE 8200EX, що містять 12,8 тисячі чотириядерних процесорів Intel Xeon E5472 Harpertown, об'єднаних 20 милями кабелів InfiniBand DDR.
У 2009 році був розширений доданням 10 стійок на базі 4-ядерних Intel Xeon X5570 (Nehalem), зайняв 6 місце в листопаді 2009 в TOP500, із загальним числом процесорів 14 тисяч і продуктивністю в 544 терафлопс.
У 2010 році було додано 32 стійки SGI Altix ICE 8400 з 6-ядерними Intel Xeon X5670 (Westmere), збільшивши число процесорів до 18,4 тисячі (81,9 тисячі ядер, 144 стійки). Теоретична пікова продуктивність склала 973 терафлопс, а на тесті LINPACK — 773 терафлопс. З доданням цих стійок був проведений частковий перехід з Infiniband DDR на гібридну мережу Infiniband DDR / QDR, яка стала найбільшою у світі з більш ніж 45 милями кабелів.
У 2011 додано ще 14 стійок ICE 8400 з процесорами Westmere. Pleiades зайняв 7 місце в червневому TOP500 з результатом 1,09 петафлопс.
Для зв'язку вузлів використовуються мережі InfiniBand DDR і QDR з оптичними кабелями. Вона ж пов'язує кластер і підсистему зберігання даних. Загальна довжина кабелів досягла 65 миль. Топологія мережі — частковий 11-мірний гіперкуб, в якому кожен вузол має 11 з'єднань.
У 2012 NASA, SGI й Intel почали інтеграцію 24 нових стійок Altix ICE X з восьмиядерними Intel Xeon E5-2760 (Sandy Bridge) для заміни 27 оригінальних стійок Alitx 8200 з 4-ядерними чипами. Після оновлень в кластері налічувалося 126,7 тисячі ядер, 233 терабайти ОЗУ і 182 стійки. Кожен вузол на Sandy Bridge має 4 порти InfiniBand FDR, кожен з яких працює зі швидкістю 56 гігабітів / с (близько 7 гігабайтів / с).
В початку 2013 почалися роботи з видалення всіх останніх чотириядерних процесорів з кластера шляхом установки 46 стійок SGI ICE X на базі 10-ядерних Intel Xeon E5-2680V2 (Ivy Bridge-EP, 22 нм). У серпні, після їх завершення система підвищила пікову продуктивність з 1,78 петафлопса до 2,87 петафлопса. З січня по квітень 2014 року було додано ще 29 стійок з Ivy Bridge, і теоретична продуктивність зросла до 3,59 петафлопса.Решта вузли на базі процесорів Nehalem і Westmere було вилучено.

## Роль в NASA
Pleiades — частина проєкту NASA  High-End Computing Capability  (HECC) і використовує передові технології для задоволення вимог агентства до суперкомп'ютерів. Інженери та вчені NASA проводять високоякісне моделювання і симуляцію для місій NASA в області: вивчення Землі, наук про космос, досліджень аеронавтики, вивчення космосу.
Серед проєктів, які використовували Pleiades:
- Телескоп Кеплер[13][14]
- Дослідження і розробки майбутніх ракет-носіїв[15]
- Астрофізичні дослідження формування галактик[16](наприклад, модель Bolshoi[en][17][18]) та симуляції темної матерії.[19]
- Вивчення океанських течій[20]
- Дослідження Землі, в тому числі в рамках проєкту NASA Earth Exchange (NEX)[21][22]